# شهریور ۱۳۹۰
شهریور ۱۳۹۰، ششمین ماه سال ۱۳۹۰ خورشیدی است.
آغاز آن سه‌شنبه: ‎۱ شهریور ۱۳۹۰ (۲۳ اوت ۲۰۱۱) میلادی

مطابق با ۲۳ رمضان ۱۴۳۲ قمری می‌باشد.